# Familien-Spiel
Familien-Spiel (im englischen Original: Step by Wicked Step) von Anne Fine (Autorin von Mrs. Doubtfire) ist ein Jugendbuch von 1995 über eine Gruppe von Jugendlichen, die einander über ihre Erfahrungen als Scheidungskinder berichten und feststellen, dass ihre Erfahrungen von anderen Menschen geteilt werden.

## Handlung
Fünf Jugendliche verbringen die Nacht in einem Internat zusammen. In dieser Atmosphäre eines Unwetters finden sie in einem Geheimraum den Bericht eines Mannes, dessen Familie früher das Grundstück gehört hatte. Dieser war nach dem Tod seines Vaters und der neuen Verehelichung der Mutter von zu Hause geflohen und hatte dadurch nicht nur sich, sondern auch die Mutter und seine Schwester ins Unglück gestürzt. 
Diese Geschichte animiert die fünf, einander ihre Familiengeschichten zu erzählen. Dadurch entfalten sich beinahe sämtliche Varianten moderner Familienstrukturen und ihre Auswirkungen auf die einzelnen Familienmitglieder.

### Claudias Geschichte
Claudias Eltern trennen sich. Ihr Vater beginnt eine neue Beziehung mit Stella. Selbst seine Mutter stellt sich auf die Seite von Claudias Mutter. Schließlich zieht ihr Vater zu Stella, sodass Claudia sie regelmäßig sieht, wenn sie bei ihm schläft. Claudia behandelt sie bewusst abweisend, was auch an ihrem Eindruck liegt, anderenfalls ihre Mutter zu verraten. Als sie an dem Geburtstag ihres Vaters bei ihm übernachtet, kann sie versteckt zu hören, wie Stella den Freunden ihres Dads vorgestellt wird. Dabei bemerkt Claudia, dass diese Stella ebenso ignorieren und nicht ansprechen wie sie zuvor. Ihr wird klar, wie ungerecht dieses Verhalten Stella gegenüber ist, und sie beginnt auf Stella zuzugehen.

### Colins Geschichte
Colins Mutter verließ seinen Vater kurz nach der Geburt. Colin nahm sie mit. Kurz danach trifft auf den Mann, den Colin seinen Dad nennt, obwohl er lediglich sein Stiefvater ist. Colin baut auch zu ihm enge Beziehung auf und liebt ihn, was auf Gegenseitigkeit beruht. Weil er jedoch nicht den richtigen Beruf hatte und genug für sie beide verdiente, hat Colins Mutter auch Colins Dad verlassen. Colin erfuhr davon erst, als sie mit ihm bereits auf der Autobahn unterwegs war. Auch nach fünf Jahren sieht er in ihm seinen richtigen Vater und entwirft Pläne für seine Flucht aus dem Internat und die Suche nach ihm.

### Ralphs Geschichte
Ralph hat eine Mutter und einen Vater, zwei Brüder, zwei Halbbrüder, eine Halbschwester, drei Stiefbrüder, eine Stiefschwester, drei Stiefmütter- die aktuelle ist bereits wieder schwanger-, einen Stiefvater, zwei Stiefgroßmütter und einen Stiefgroßvater. Und auch wenn nicht alles perfekt läuft und es mitunter den üblichen Streit unter Menschen gibt, versteht er sich mit allen ganz gut, sodass für ihn im Grunde das wichtigste die Organisation dieses Chaos darstellt.

### Pixies Geschichte
Pixies Vater hat neu geheiratet. Lucy zog mit ihren eigenen Töchtern Sophie und Hetty ein. Doch Pixies Bemühungen, sich bei ihren Besuchen in ihr eigenes Zimmer zurückzuziehen, werden durchkreuzt, als Hetty nach einem Streit mit Lucy ein eigenes Zimmer erhält – Pixies. Diese versucht ihre Zimmergenossin zu vergraulen, sodass es zu einem Riesenstreit mit ihrer Stiefmutter kommt, bei dem der gesamte angestaute Wut mal ausgesprochen wird und Pixie begreift, dass auch die anderen an dieser Situation leiden und sie ihre leiblichen Eltern idealisiert hat.

### Robbos Geschichte
Nach der Trennung von Robbos Eltern sind Robbo und seine ältere Schwester bei der Mutter geblieben, die mit Roy ein eigenes Kind bekam. Die Schwester hasst Roy und infiziert Robbo mit ihren Gefühlen und allen möglichen Plänen, die Mutter und Roy auseinander und sie dann wieder mit ihrem Vater zusammenzubringen. Robbo hat aber Skrupel, weil er weiß, dass sie die gleichen Probleme, die sie beide haben, damit nur auf den Stiefbruder verlagern. Roy zieht tatsächlich kurzzeitig aus und wieder ein, und Robbo erkennt, was hinter dem Verhalten der Erwachsenen steckt.